# گادفری رامپلینگ
گادفری رامپلینگ (انگلیسی: Godfrey Rampling; ۱۴ مهٔ ۱۹۰۹ – ۲۰ ژوئن ۲۰۰۹) دونده اهل بریتانیا بود.